# دونالد بيكر
دونالد بيكر (بالإنجليزية: Donald Becker)‏ هو مطور بارز ومعروف بكتابته للعديد من برمجيات التعريفية لبطاقات إيثرنت خاصة بنظام التشغيل لينكس. الآلاف من الحواسيب في جميع أنحاء العالم تستخدمها بشكل روتيني للاتصال بالإنترنت.
أنشأ بيكر، بالتعاون مع توماس ستيرلينج ، عنقود بياولف عندما كان في وكالة ناسا ، وذلك باستخدام برامج للتواصل وأجهزة رخيصة لحل مشاكل رياضية معقدة مخصصة عادة لحواسيب العملاقة الكلاسيكية. لهذا العمل، تلقى بيكر جائزة جوردون بيل في عام 1997.
بيكر هو الآن كبير موظفي تكنولوجيا في Scyld كمبيوتر كوربوريشن، وهي شركة فرعية مملوكة بالكامل لشركة بنجوين للحاسبات، المطور الرئيسي والمورد لعناقيد بياولف.